# Monolopia
Monolopia là một chi thực vật có hoa trong họ Cúc (Asteraceae).

## Loài
Chi Monolopia gồm các loài: